# Várnai Dániel
Várnai Dániel, született Weisz Dezső (Miskolc, 1881. november 7. – Budapest, 1962. április 1.) magyar politikus, író, újságíró, műfordító. Várnai Péter zenetörténész és karmester apja.

## Élete
Weisz Mór és Katzander Teréz fia. Pályáját nyomdászként kezdte majd 1907-ben a Népszava munkatársa lett, s 1948-ig a lap szerkesztőségének tagja maradt. Az első világháború alatt négy évet orosz hadifogságban töltött. 1922 és 1924 közt a Szocializmus című folyóiratot szerkesztette. 1922-től 1930-ig szociáldemokrata országgyűlési képviselő volt. 1944-ben a mauthauseni koncentrációs táborba hurcolták, ahonnan 1945-ben tért haza. Írásai főleg a Népszavában jelentek meg, ezeket kötetben is kiadta. Több orosz író művét fordította magyarra, többek között Tolsztoj, Turgenyev, Gogol és Andrejev műveit.
Házastársa Vas Erzsébet volt, Weisz Soma és Weiszkopf Katalin lánya, akivel 1909. november 7-én Budapesten, az Erzsébetvárosban kötött házasságot.

## Főbb művei
- Hajnali énekek (elbeszélés, Budapest, 1902)
- Sorsunk, életünk (elbeszélés, Budapest, 1919)
- Háború (elbeszélés, Budapest, 1922)
- Tegnap és tegnapelőtt (feljegyzések, Budapest, 1948)